# Espiritualisme
L'espiritualisme és un moviment religiós, originat entre la dècada de 1840 a la del 1920, principalment en els països angloparlants. La característica distintiva del moviment és la creença que els experts poden fer contactar amb els esperits dels morts. Es creu que aquests esperits habiten en un pla espiritual superior que els humans, i poden aconsellar sobre problemes tant mundans com espirituals.